# Fit-fit

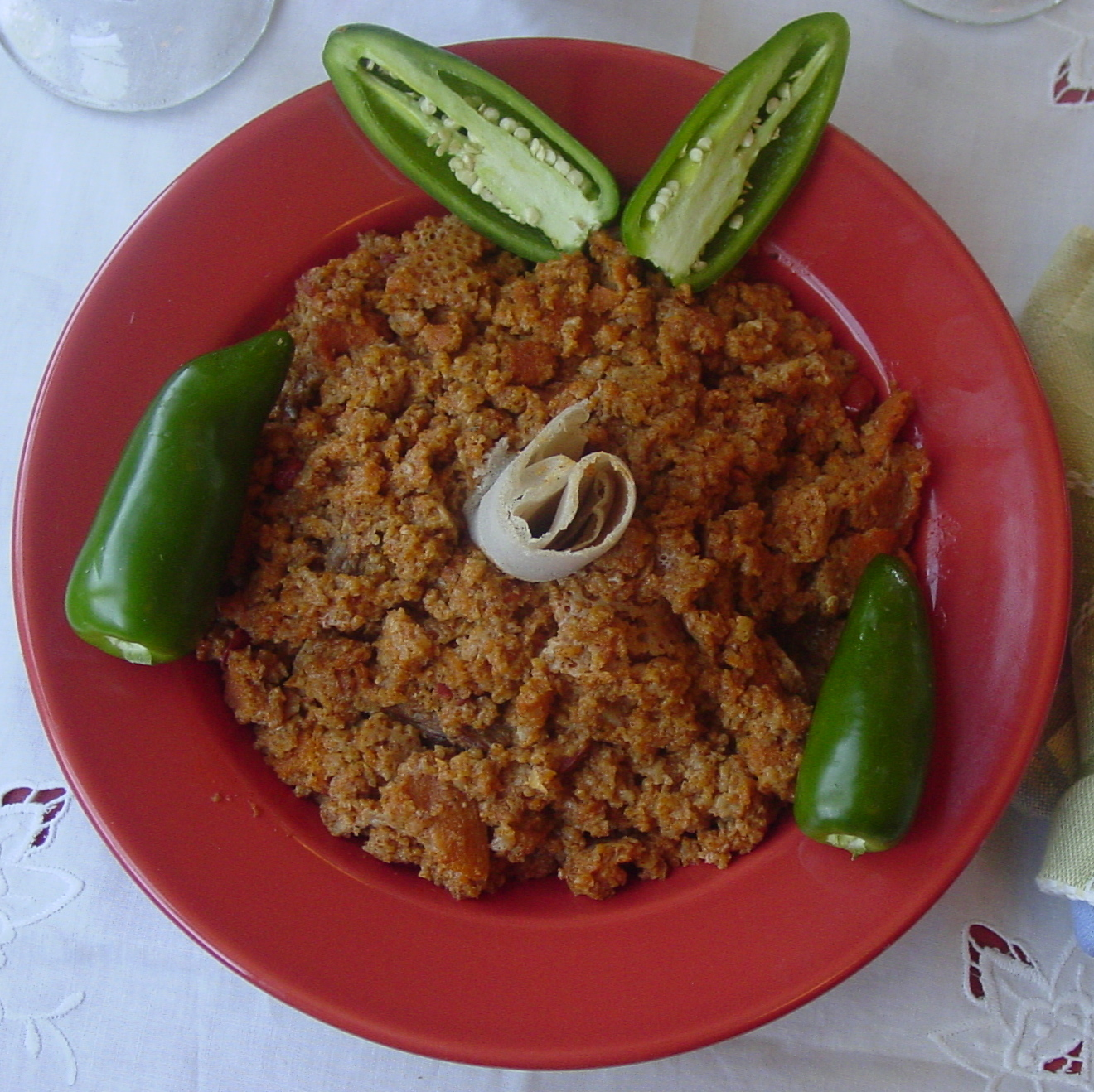
Injera fit-fit servido con jalapeños.

El fit-fit es un plato de Eritrea y Etiopía servido típicamente para desayunar (aunque puede tomarse en otras comidas). Suele hacerse con tesmi (mantequilla clarificada condimentada) y a veces también con berbere, en cuyo caso se denomina fir-fir. En algunos casos se emplean diversos aceites o mantequillas en lugar de tesmi, pero la diferencia en sabor es notable. Hay dos variedades principales de fit-fit: el injera (o taita) y kitcha (o kita).

## Injera fit-fit
El injera fit-fit (también taita fit-fit en tigriña) es una combinación de injera en tiras, berbere, cebolla y mantequilla clarificada. Las variantes de esta receta básica son comunes, usándose el nombre del ingrediente adicional como prefijo. Por ejemplo, si se añade shiro (puré de garbanzo), el plato resultante se denomina shiro fit-fit.
El injera fit-fit puede comerse con cuchara (que no es típica en Eritrea ni Etiopía) o con otro trozo de injera.

## Kitcha fit-fit
El kitcha fit-fit (o kita fit-fit, también conocido como chechebsa) es una combinación de kitcha (o kita) en tiras, berbere y mantequilla clarificada. El kitcha fit-fit se come a veces con yogur natural.
A diferencia de la mayoría de recetas eritreas y etíopes, el kitcha fit-fit se como con un utensilio (normalmente una cuchara). Una variante seca se denomina kitcha (o kita) fir-fir.